# Boulder County
Boulder County [ˈboʊldɚ] ist ein (County) nordwestlich der Stadt Denver im US-Bundesstaat Colorado der Vereinigten Staaten. Der Verwaltungssitz (County Seat) ist Boulder.
Boulder, was sich mit Felsblock ins Deutsche übersetzen lässt, ist einer der 16 ursprünglichen Verwaltungsbezirke von Colorado, deren Anzahl inzwischen auf 64 angewachsen ist. Im Jahr 2001 verlor Boulder die Stadt Broomfield, die wie Denver nun einen eigenständigen Stadtbezirk in Colorado stellt.

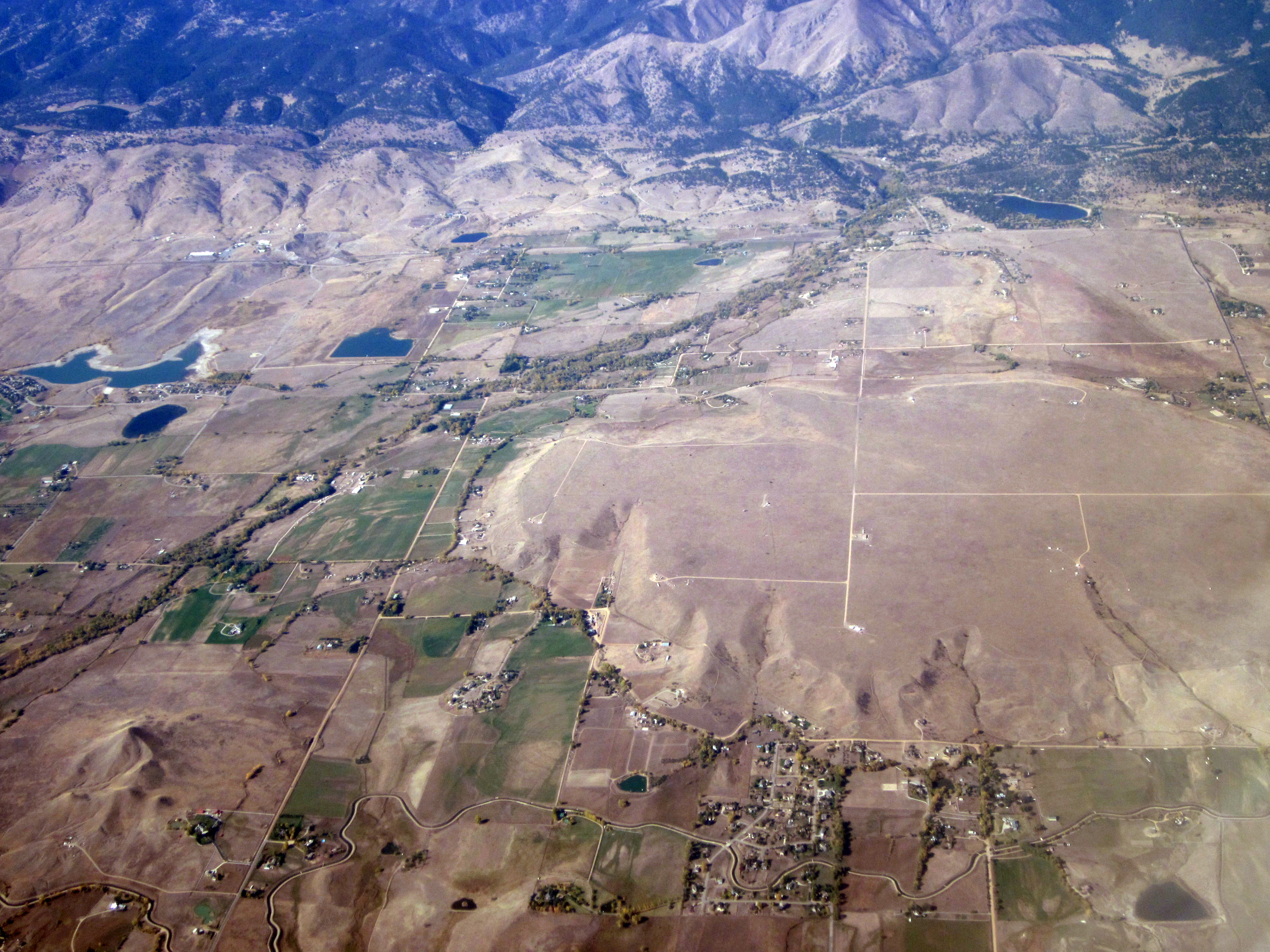
Vogelperspektive des Left Hand Canyon im Boulder County

## Geschichte

### Historische Objekte
Das historische Denver, Boulder and Western Railway Historic District (auch bekannt als Switzerland Trail of America, zu deutsch: „der Schweizer Pfad Amerika’s“), das sich in und um Ward befindet, ist ein historisches Wanderpfadgebiet im Boulder County. Das Gebiet wurde im Rahmen eines historischen Denkmals am 18. September 1980 vom National Register of Historic Places, mit der Nummer 80000882 aufgenommen.
In Gold Hill befindet sich das historische Gold Hill Historic District (auch bekannt als Gold Hill, 5BL769). Das Gebiet umfasst die Straßen North Street, Pine Street, Boulder Street, Gold Run Street sowie die College Street. Es wurde am 3. August 1989 vom National Register of Historic Places als historisches Distrikt mit der Nummer 89000979 aufgenommen.

## Geographie
Das County wird von Norden her im Uhrzeigersinn von Larimer, Weld, Broomfield, Jefferson, Gilpin und Grand umschlossen.
Das Boulder County lässt sich grob in zwei Hälften unterteilen, wobei der östliche – etwas kleinere – Teil die urbanisierte Region um die Städte Longmont im Nordosten und das den Verwaltungssitz beheimatete Boulder im Süden umfasst. Das County wird vom Office of Management and Budget zu statistischen Zwecken als Boulder, CO Metropolitan Statistical Area geführt.
Der westliche Teil des Bezirks fällt in die vordere Bergkette (Front Range) der Rocky Mountains, wo Boulder noch Anteile am Roosevelt-Nationalforst und dem Rocky-Mountain-Nationalpark besitzt.

## Demografische Daten

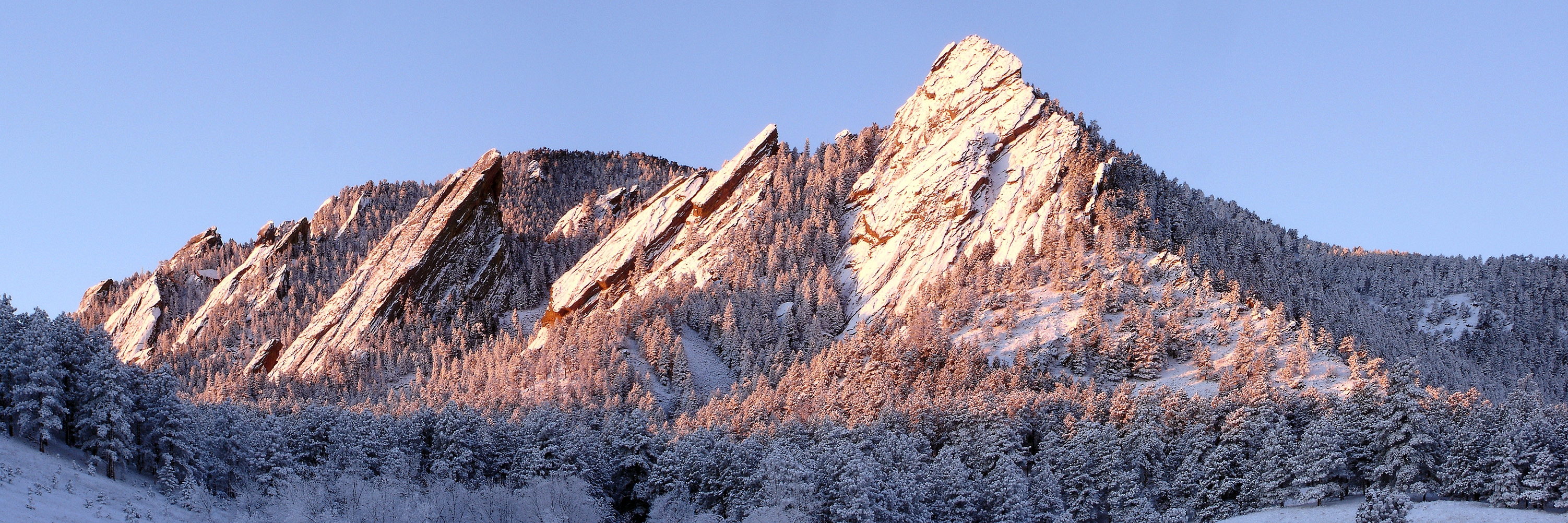
Flatirons Rocks

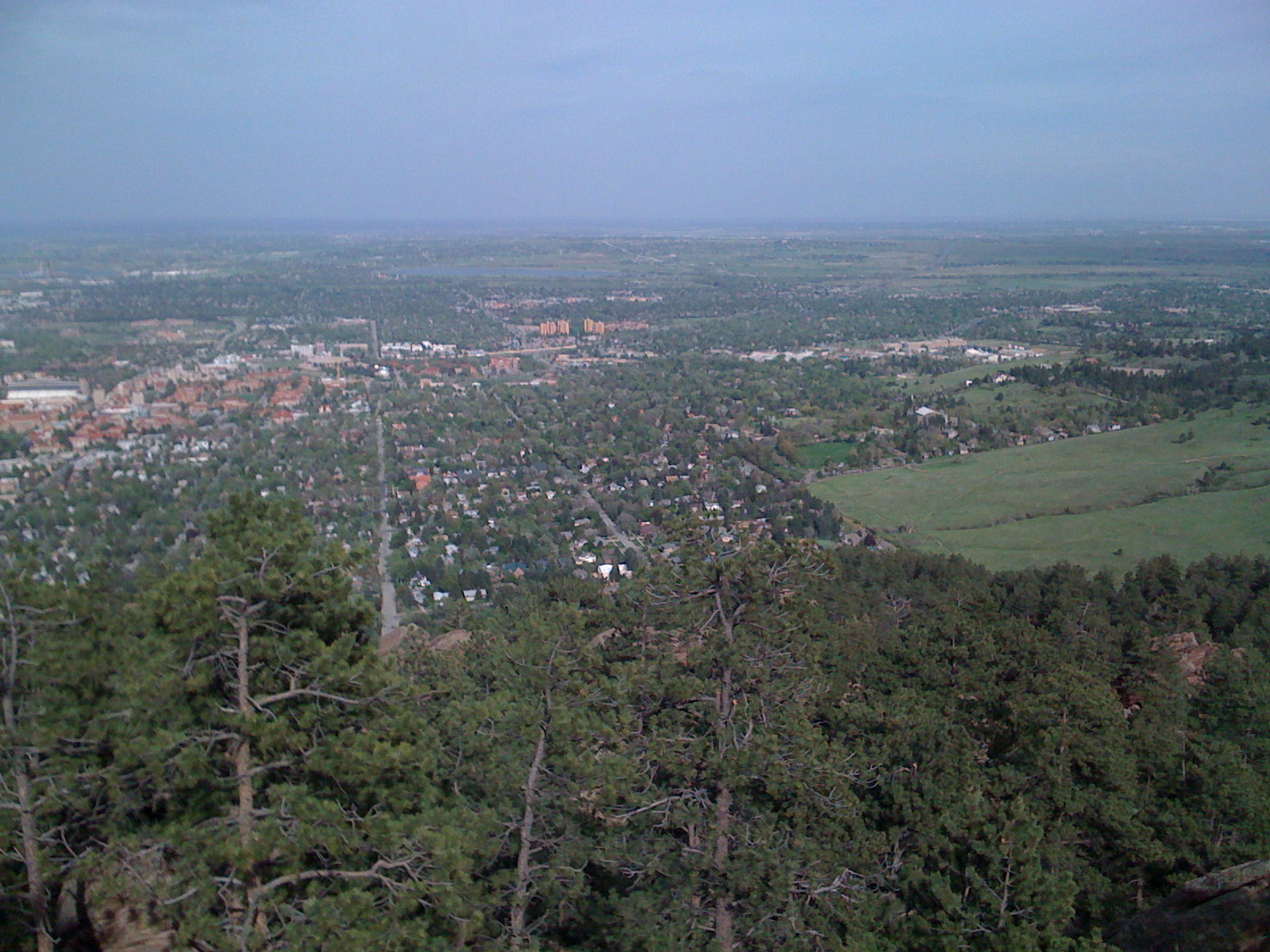
Blick über einen Teil des Countys

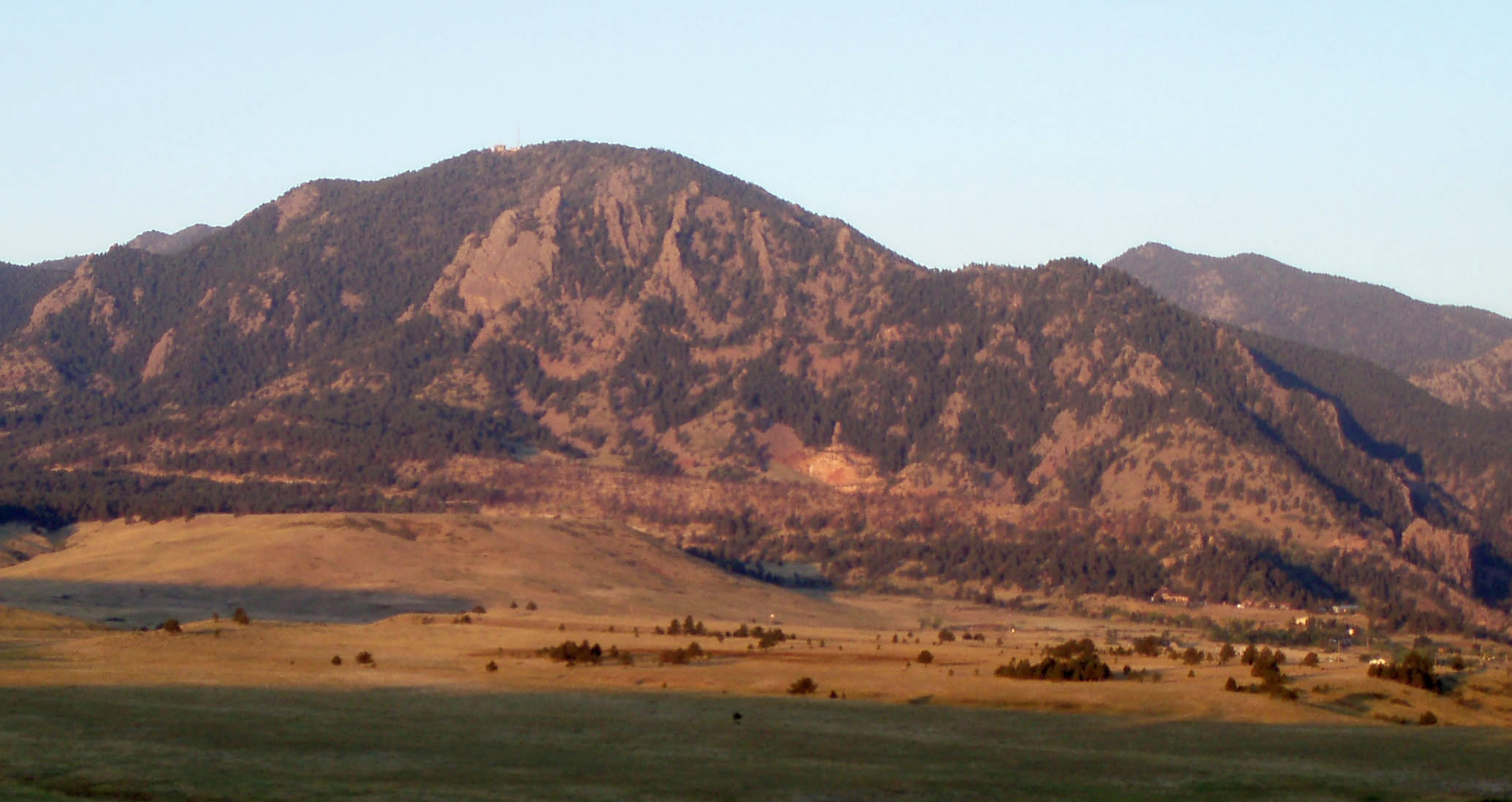
Der Eldorado Mountain

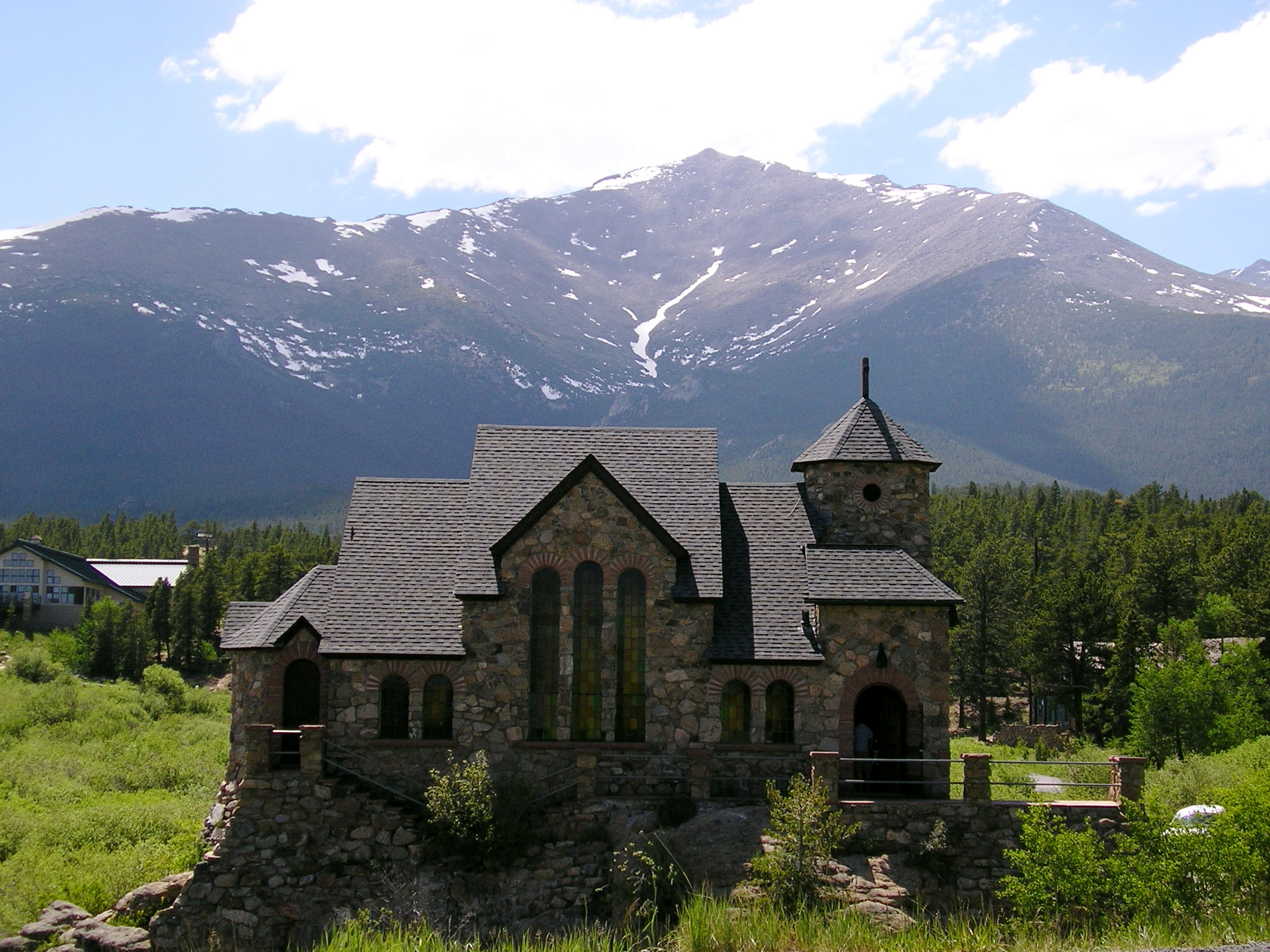
Der Colorado Rocky Mountain

Nach der Volkszählung im Jahr 2000 lebten im County 291.288 Menschen. Es gab 114.680 Haushalte und 68.808 Familien. Die Bevölkerungsdichte betrug 151 Einwohner pro Quadratkilometer. Ethnisch betrachtet setzte sich die Bevölkerung zusammen aus 88,54 Prozent Weißen, 0,88 Prozent Afroamerikanern, 0,61 Prozent amerikanischen Ureinwohnern, 3,06 Prozent Asiaten, 0,06 Prozent Bewohnern aus dem pazifischen Inselraum und 4,67 Prozent aus anderen ethnischen Gruppen; 2,18 Prozent stammten von zwei oder mehr Ethnien ab. 10,46 Prozent der Bevölkerung waren spanischer oder lateinamerikanischer Abstammung.
Von den 114.680 Haushalten hatten 30,7 Prozent Kinder und Jugendliche unter 18 Jahre, die bei ihnen lebten. 48,9 Prozent waren verheiratete, zusammenlebende Paare, 7,7 Prozent waren allein erziehende Mütter. 40,0 Prozent waren keine Familien. 26,3 Prozent waren Singlehaushalte und in 5,5 Prozent lebten Menschen im Alter von 65 Jahren oder darüber. Die Durchschnittshaushaltsgröße betrug 2,47 und die durchschnittliche Familiengröße lag bei 3,03 Personen.
Auf das gesamte County bezogen setzte sich die Bevölkerung zusammen aus 22,9 Prozent Einwohnern unter 18 Jahren, 13,4 Prozent zwischen 18 und 24 Jahren, 33,6 Prozent zwischen 25 und 44 Jahren, 22,3 Prozent zwischen 45 und 64 Jahren und 7,8 Prozent waren 65 Jahre alt oder darüber. Das Durchschnittsalter betrug 33 Jahre. Auf 100 weibliche Personen kamen 102,2 männliche Personen, auf 100 Frauen im Alter ab 18 Jahren kamen statistisch 101,7 Männer.
Das jährliche Durchschnittseinkommen eines Haushalts betrug 55.861 USD, das Durchschnittseinkommen der Familien betrug 70.572 USD. Männer hatten ein Durchschnittseinkommen von 48.047 USD, Frauen 32.207 USD. Das Prokopfeinkommen betrug 28.976 USD. 9,5 Prozent der Bevölkerung und 4,6 Prozent der Familien lebten unterhalb der Armutsgrenze. Darunter waren 7,6 Prozent der Bevölkerung unter 18 Jahren und 5,9 Prozent der Einwohner ab 65 Jahren.

## Kultur und Sehenswürdigkeiten

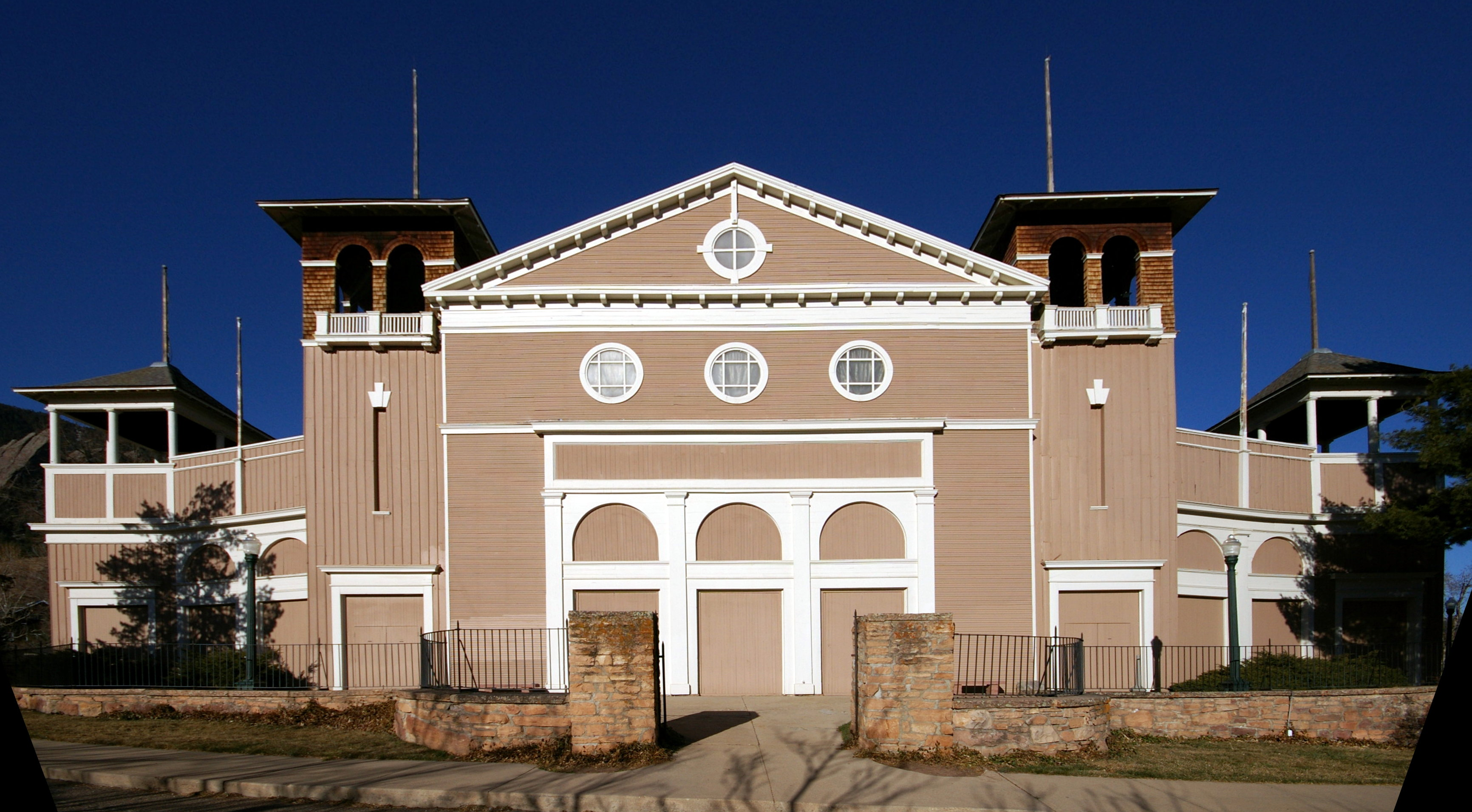
Auditorium des Colorado Chautauqua (2009). Diese Einrichtung der Chautauqua-Bewegung geht auf das Jahr 1898 zurück und gilt heute als National Historic Landmark.

86 Bauwerke, Stätten und historische Bezirke (Historic Districts) des Countys sind im National Register of Historic Places („Nationales Verzeichnis historischer Orte“; NRHP) eingetragen (Stand 15. August 2022). Das Colorado Chautauqua hat seit Februar 2006 den Status eines National Historic Landmarks („Nationales historisches Wahrzeichen“).

## Orte
- Allenspark
- Altona
- Ara
- Balarat
- Big Elk Meadows
- Boulder
- Boulder Junction
- Canfield
- Coal Creek
- Copperdale
- Crescent
- Crescent Village
- Crisman
- Dominion
- El Vado
- Eldora
- Eldorado Springs
- Erie
- Ferncliff
- Glendale
- Gold Hill
- Gooding
- Gunbarrel
- Highland
- Hygiene
- Jamestown
- Lafayette
- Leyner
- Liggett
- Longmont
- Louisville
- Lyons
- Magnolia
- Marnett
- Marshall
- Meeker Park
- Miramonte
- Morey
- Nederland
- Niwot
- Noland
- Orodell
- Paragon Estates
- Peaceful Valley
- Pinecliffe
- Pleasant View Ridge
- Raymond
- Riverside
- Rowena
- Salina
- Silver Spruce
- Springdale
- Sugarloaf
- Summerville
- Sunnyside
- Sunshine
- Superior
- Switzerland Park
- Tabor
- Valmont
- Wallstreet
- Ward
- Wheelman
- Wondervu